# Краш-фетиш
Краш-фети́ш — вид парафилии (полового извращения), которое проявляется, когда человек противоположного пола (чаще девушка) давит ногами какие-либо предметы, продукты питания или даже мелких животных. Термин софт-краш относится к видеороликам, в которых давят мелких животных, обычно беспозвоночных (черви, пауки и т. п.). А термин хард-краш, привлекающий к себе большее внимание, относится к видеороликам с участием более крупных животных (рептилии, птицы, некоторые млекопитающие). При этом человек может давить животных босиком или в обуви (каблуками или обычными тапочками) в зависимости от предпочтений фетишиста.

## Фильмы
Джефф Виленсия — один из режиссёров краш-фильмов, таких как Smush!. Виленсия, как и другие фетишисты, с детства был одержим страстью давить беспозвоночных. Он упоминает, что ещё в детском возрасте вместе с ребятами часто пытались заставить прохожих наступить на животных. Законность создания и распространения подобных фильмов целиком относится к стране, где происходит съёмка или распространение, однако большинство видеороликов распространены в Интернете в открытом доступе, что безусловно усложняет возможность контроля за распространением таких видео.

## Законы США
В 1999 году конгресс Соединённых Штатов принял закон, по которому уголовно наказуемыми являются создание, продажа или хранение с целью сбыта любых материалов, изображающие жестокое обращение с животными, за исключением изображений, созданных в религиозных, политических, научных, образовательных, журналистских или художественных целях. В 2008 году Апелляционный суд третьего округа США отменил наказание за продажу или хранение таких фильмов (если нет других нарушений) как противоречащее конституционному праву на свободу слова. Верховный суд США подтвердил это решение, так как нашёл закон настолько расплывчатым, что под его действие попадали любые иллюстрации животных, так или иначе получавших вред, в том числе и в результате охоты и природных катастроф. 28 ноября 2010 года законопроект HR 5566, по которому запрещается торговля подобными фильмами между штатами, был принят палатой представителей (нижняя палата конгресса США) и сенатом. 9 декабря президент США Барак Обама подписал закон о запрете на видео жестокого обращения с животными (Animal Crush Video Prohibition Act), предусматривающий уголовную ответственность за создание, продажу, распространение, рекламу или обмен видеоматериалами с насилием над животными.